# La comunidad sin anillo
La Comunidad Sin Anillo fue un programa de radio chileno transmitido por Radio Concierto desde el 4 de febrero de 2008, hasta el 2 de agosto de 2024.
El título se debe a que los conductores originales, Patricio Bauerle y Andrea Hoffmann, habían terminado sus respectivas relaciones de pareja. El programa rápidamente se instaló como uno de los favoritos a la hora del taco dada la manera que la dupla abordaba los temas.
A mediados de 2016, Andrea Hoffmann decidió dejar el programa generando un descontento entre los auditores. Su lugar fue tomado por la actriz Ignacia Allamand hasta que emigró a México en 2017.
A partir del 1 de diciembre de 2017 Patricio Bauerle condujo La comunidad sin anillo junto a la actriz Mariana Derderián. Esta dupla fue la encargada de celebrar los diez años del programa con una fiesta realizada en el casino Monticello que contó con la actuación del grupo Village People.
Después de un año Mariana Derderián renunció al programa y su lugar lo tomó la actriz Elisa Zulueta, quien se desempeñaba como conductora de un programa de Radio Zero en el mismo horario.
Rumores indicaron que nadie soportaba el carácter y el machismo del conductor Patricio Bauerle.

## Conductores
- Andrea Hoffmann (2008-2016)
- Ignacia Allamand (2017)
- Mariana Derderián (2018)
- Elisa Zulueta (2019-2021)
- Paloma Moreno (2021)
- Patricio Bauerle (2008-2024)
- Pamela Le Roy (2022-2024)
- Claudia Salas (2024)